# 2014年ソチオリンピックの韓国選手団
2014年ソチオリンピックの韓国選手団（2014ねんソチオリンピックのかんこくせんしゅだん）は、2014年2月7日から23日までロシアのソチで開催された2014年ソチオリンピックの韓国選手団、およびその競技結果。

## 概要
今大会は、金メダル3個、銀メダル3個、銅メダル2個の合計8個のメダル獲得となった。
スピードスケートでは李相花がバンクーバーオリンピックに続き女子500mで金メダルを獲得し、2連覇を達成した。

## メダル
| メダル   | 選手名                                                   | 競技               | 種目               |
| -------- | -------------------------------------------------------- | ------------------ | ------------------ |
| 金メダル | 李相花                                                   | スピードスケート   | 女子500m           |
| 金メダル | 趙海利 金雅朗 コン・サンジョン パク・スンヒ シム・ソクヒ | ショートトラック   | 女子3000mリレー    |
| 金メダル | パク・スンヒ                                             | ショートトラック   | 女子1000m          |
| 銀メダル | 金妍兒                                                   | フィギュアスケート | 女子シングル       |
| 銀メダル | シム・ソクヒ                                             | ショートトラック   | 女子1500m          |
| 銀メダル | 朱炯俊 金哲民 李承勲                                     | スピードスケート   | 男子団体パシュート |
| 銅メダル | パク・スンヒ                                             | ショートトラック   | 女子500m           |
| 銅メダル | シム・ソクヒ                                             | ショートトラック   | 女子1000m          |